# Magdalena Guelavence
Magdalena Guelavence är en ort i Mexiko.   Den ligger i kommunen Santa María Jalapa del Marqués och delstaten Oaxaca, i den sydöstra delen av landet, 500 km sydost om huvudstaden Mexico City. Magdalena Guelavence ligger 182 meter över havet och antalet invånare är 131.
Terrängen runt Magdalena Guelavence är kuperad åt sydväst, men åt nordost är den bergig. Magdalena Guelavence ligger nere i en dal. Runt Magdalena Guelavence är det ganska glesbefolkat, med 31 invånare per kvadratkilometer. I omgivningarna runt Magdalena Guelavence växer huvudsakligen savannskog.